# Julien De Valckenaere
Julien De Valckenaere (Gent, 26 februari 1898 - 22 mei 1958) was Belgisch auteur van aforismen en onderwijsinspecteur. 

## Levensloop
Geboren in een Gentse volkswijk als zoon van de modelmaker Edmond De Valckenaere, terwijl zijn moeder fabriekswerkster was, behaalde De Valckenaere in 1918 het diploma van onderwijzer aan de Rijksnormaalschool in Gent. Hij promoveerde daarna tot licentiaat in de pedagogische wetenschappen aan de RUG. Aanvankelijk onderwijzer in het stedelijk onderwijs, werd hij in 1936 inspecteur en ten slotte hoofdinspecteur van het Lager Onderwijs.
Zijn literaire carrière begon met de publicatie van twee gedichten, onder pseudoniem Erik Willem Linde, in de Vlaamse Gids (1927). Daarna volgde een lange stilte.
Hij werd vooral een meester van het aforisme. Zijn aforismen werden vertaald in het Russisch, Zuid-Afrikaans, Frans, Italiaans en Engels.
Er werden over hem en zijn aforismen lovende woorden geschreven door Simon Carmiggelt, Johan Daisne, Jan Schepens, Herman Craeybeckx en Richard Minne.

## Publicaties
- Levenskunst, distel, doornen en rozen, aforismen (1949).
- Zonneburg, aforismen (1954).
- Gij, ik en de anderen, aforismen (1960), postuum.
- Steentjes des aanstoots (1961), aforismen, geselecteerd en ingeleid door Simon Carmiggelt.
- Flitsen in de duisternis (1974), verzamelde aforismen bezorgd door Gerd de Ley.